# 1973 na Coreia do Sul
Esta é uma cronologia dos principais fatos ocorridos no ano de 1973 na Coreia do Sul.

## Incumbentes
- Presidente – Park Chung-hee (1962–1979)
- Primeiro-ministro – Kim Jong-pil (1971–1975)

## Eventos
- 27 de fevereiro – É realizada a eleição legislativa
- 8 de agosto – O político sul-coreano Kim Dae-jung é sequestrado em Tóquio pela KCIA.

## Esportes
- 25 a 27 de maio – A cidade de Seul sedia o Campeonato Mundial de Taekwondo de 1973

## Nascimentos
- 11 de fevereiro – Jeon Do-yeon, atriz
- 15 de março – Lee Jung-jae, ator e modelo
- 20 de março – Jung Woo-sung, ator
- 5 de abril – Cho Sung-min, jogador de beisebol (m. 2013)
- 30 de junho – Chan Ho Park, jogador de beisebol
- 22 de setembro – Yoo Chae-yeong, cantora e atriz (m. 2014)
- 30 de novembro – Im Chang-jung, ator e cantor